# Сад или никад
Сад или никад (хинд. आर या पार) је индијски филм из 1997. године, снимљен у режији Кетан Мета.

## Улоге
| Глумац       | Улога         |
| ------------ | ------------- |
| Џеки Шроф    | Шекар Косла   |
| Парес Равал  | инспектор Кан |
| Дипа Сази    | Чаухан        |
| Камал Сиду   | Вина Сангви   |
| Риту Сивпури | Џули          |
| Сатиш Шах    | Џадгиш        |
| Хариш Пател  | Гупта         |